# Amalia Pérez
Amalia Pérez Vázquez (Ciudad de México, 10 de julio de 1977) es una deportista mexicana que compite en levantamiento de potencia adaptado. Ganó siete medallas en los Juegos Paralímpicos de Verano entre los años 2000 y 2024.

## Palmarés internacional
| Juegos Paralímpicos | Juegos Paralímpicos     | Juegos Paralímpicos | Juegos Paralímpicos |
| Año                 | Lugar                   | Medalla             | Categoría           |
| ------------------- | ----------------------- | ------------------- | ------------------- |
| 2000                | Sídney (Australia)      | Medalla de plata    | –52 kg              |
| 2004                | Atenas (Grecia)         | Medalla de plata    | –48 kg              |
| 2008                | Pekín (China)           | Medalla de oro      | –52 kg              |
| 2012                | Londres (Reino Unido)   | Medalla de oro      | –60 kg              |
| 2016                | Río de Janeiro (Brasil) | Medalla de oro      | –55 kg              |
| 2020                | Tokio (Japón)           | Medalla de oro      | –61 kg              |
| 2024                | París (Francia)         | Medalla de bronce   | –61 kg              |